# Marcel Boulenger
Marcel Jacques Amand Romain Boulenger (* 9. September 1873 in Paris; † 21. Mai 1932 in Chantilly) war ein französischer Fechter und Schriftsteller.

## Leben
Marcel Boulenger nahm 1900 in London an den Olympischen Spielen im Florettfechten teil. Er erreichte die Finalrunde, in der er vier Siege erfocht, sodass er den Wettbewerb hinter Émile Coste und Henri Masson auf dem dritten Rang abschloss.
Boulenger machte sich zudem als Novellist einen Namen. Unter anderem schrieb er mehrere Autobiographien erfundener Persönlichkeiten und war auch einer der ersten Autoren, die das Thema Sport literarisch behandelten. Als Schriftsteller nahm er an den Kunstwettbewerben der Olympischen Spiele 1912 in Stockholm teil. Sein Bruder war der Journalist Jacques Boulenger.